# Lalleshvari
Lalleshvari ou Lal Ded ou Lalla (1320–1392) était une ascète poétesse mystique et sainte du Cachemire. Attachée au shivaïsme, elle a pris très tôt la voie de la renonciation, le sannyâsa, et a créé des odes au dieu Shiva remplies de dévotion (vatsun (en)).

## Biographie
Née en 1320 à Pandrethan, une ville située à quatre kilomètres au sud de Srinagar, Lalleshvari est issue d'une famille de brahmanes. Elle fut mariée à l'âge de douze ans et s'installa à Pampore (en), la ville où réside la famille de son époux. À l'âge de 26 ans, elle est contrainte de quitter sa belle-famille à cause de sa belle-mère qui la maltraite sans arrêt et de son mari, avec qui elle n'a aucune relation conjugale. Devenue dévot de Shiva, Lal Ded devient une sâdhvi et une disciple de l'ascète Sidh Shrikanth. En 1392, elle meurt à l'âge de 72 ans, le lieu de son décès est inconnu, cependant d'après la tradition la ville de Bijbehara (en) est le lieu où s'est éteinte l'une des plus grandes poétesses de toute l'Inde.

## Sa poésie
« Bien qu'Il soit au-dedans, je L'ai d'abord cherché au-dehors.

Puis le souffle subtil a purifié mes vaisseaux internes.

Grâce à la contemplation je ne vois plus au monde que Dieu seul,

Les formes dans l'union s'étant perdues. »